# Horká skvrna

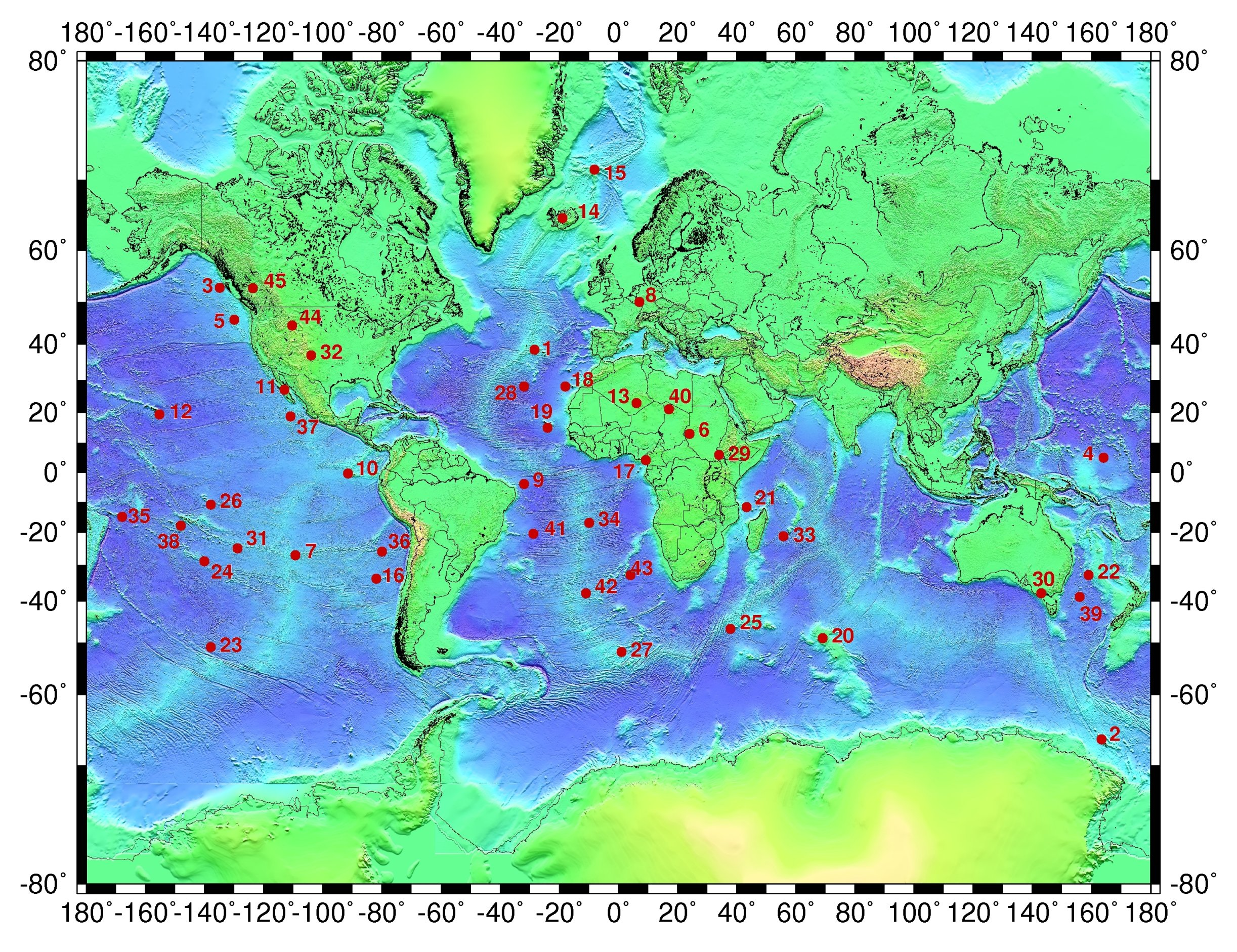
45 na Zemi identifikovaných horkých skvrn

Horká skvrna, také horké skvrny (anglicky hot spot nebo hot spots) je místo v astenosféře v zemském plášti, kde se shromažďuje magma a stoupá vzhůru k zemskému povrchu. Následně se projevuje vulkanismem.
Horké skvrny jsou charakteristické zvýšeným tokem geotermální energie. Může to být důsledek výstupu konvekčních proudů nebo většího soustředění radioaktivních izotopů v zemské kůře. Magma následně vystupuje na povrch a vznikají oblasti sopečné činnosti, které však nekopírují místa, kde se setkávají litosférické desky. Horké skvrny se mohou nacházet na mořském dně i na kontinentech. Protože jejich poloha není vázána na litosférické desky, změní se při pohybu desky i místo výstupu magmatu na jejím povrchu. Důkazem tohoto procesu je vznik řetězců sopečných ostrovů.
Magma horkých skvrn pochází z větších hloubek a má bazické (zásadité) složení. Díky malé viskozitě (vazkosti) lávy vznikají sopky charakteristické velkou šířkou základny a menším sklonem svahů, tzv. štítové vulkány či až supervulkány.
Když dojde k posunu desky nad horkou skvrnou, přichází sopka o svůj zdroj magmatu a stává se vyhaslou. Postupným zvětráváním se snižuje její nadmořská výška, až nakonec opět zmizí pod hladinou oceánu. Tak vzniká podmořská hora neboli guyot. Teprve připočtením těchto podmořských vyhaslých sopek k těm v současnosti aktivním lze získat skutečnou délku celého ostrovního řetězce. Podle polohy jednotlivých sopek je pak možné určit i směr pohybu litosférické desky.